# سیارک ۵۲۴۴
سیارک ۵۲۴۴ (به انگلیسی: 5244 Amphilochos، نامگذاری:1973SQ1) پنج هزار و دویست و چهل و چهارمین سیارک کشف شده‌است که در ۲۹ سپتامبر ۱۹۷۳ کشف شد.
قدر مطلق سیارک برابر ۱۰٫۱۰ است.